# Les Naufragés du Fol Espoir

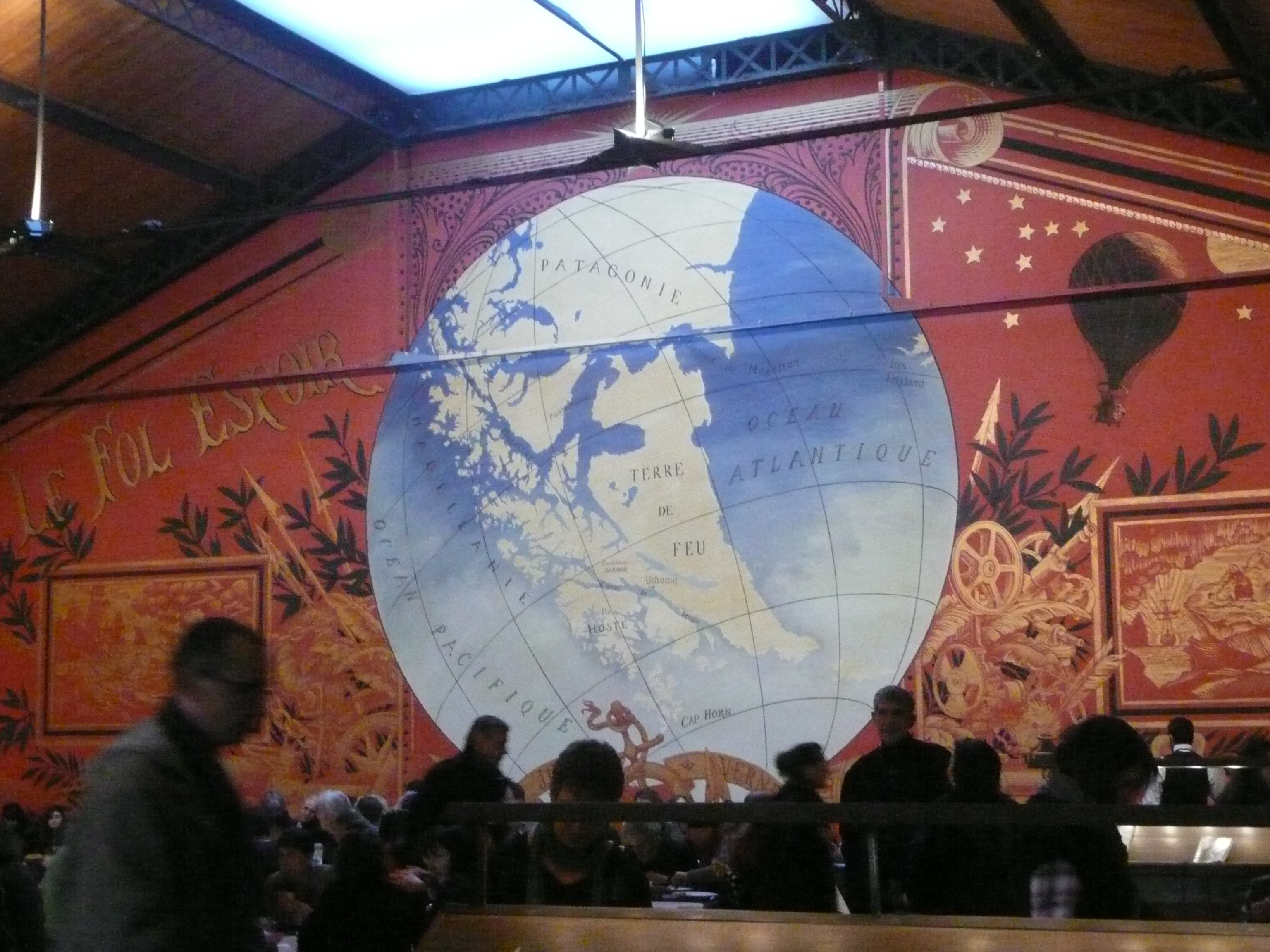
Accueil du Théâtre du Soleil décoré aux couleurs de Jules Verne et du Fol Espoir.

Les Naufragés du Fol Espoir (Aurores) est un spectacle créé collectivement en 2010 à La Cartoucherie de Vincennes par la troupe du Théâtre du Soleil. 
Mis en scène par Ariane Mnouchkine, le texte est partiellement écrit par Hélène Cixous et « librement inspiré d’un roman posthume de Jules Verne ».

## Argument du spectacle
La pièce, inspirée plus par la version de Jules Verne, En Magellanie, que par le texte remanié par Michel Verne et publié en 1909 sous le titre Les Naufragés du « Jonathan », est construite sur une mise en abyme. Le premier niveau de l’histoire se déroule en 1914, dans une guinguette des bords de la Marne, Le Fol Espoir, qu’investit, pour en faire un lieu de tournage, une équipe de cinéma socialiste dirigée par Jean LaPalette, sa sœur Gabrielle, et leur assistant Tommaso. L’action du film, muet, se déroule entre 1889 et 1895 et cette deuxième histoire est celle des passagers d’un navire qui, partis de Cardiff, font naufrage au passage du cap Horn. Ayant échoué en plein hiver austral au large de la Terre de Feu, cette compagnie hétéroclite, composée de migrants, de socialistes utopistes, de bagnards et de notables, se trouve à la fois face à la contrainte et à la chance d’établir un nouveau contrat social, d’édifier une société nouvelle, dont certains d’entre eux croient qu’elle pourrait être le creuset de tous leurs rêves et de tous leurs idéaux. 
Le tournage de ce film, qui se veut une fable politique avec pour vocation d’éduquer les masses, commence le jour de l'attentat de Sarajevo, le 28 juin 1914, et se termine au lendemain de l’assassinat de Jean Jaurès, le 1er août 1914, soit trois jours avant que ne débute la Première Guerre mondiale. La superposition des deux dates et des deux récits, de même que du théâtre et du cinéma, le souffle d’espoir et d’espérance qui court tout au long de cette confrontation des deux événements, des deux époques, font de ce spectacle un « concentré d'utopies ».
Autour de la phrase finale du spectacle, inscrite en sur-titre, se condensent tout ensemble les aspirations des naufragés du film, de l’équipe de cinéma, des hommes et des femmes du Fol Espoir et de la troupe du Théâtre du Soleil :

## Les Naufragés du Fol Espoir: le film
En 2011, entre deux tournées, Ariane Mnouchkine et le Théâtre du Soleil abordent le tournage d’un film (coproduit par Bel Air Media) tiré de la pièce, œuvre cinématographique à part entière — et non simple captation du spectacle — qui s'avère, pour répondre aux exigences artistiques de la compagnie, un défi sur le plan des délais et par voie de conséquence sur le plan du financement. Bien que ne cachant pas disposer déjà d’un budget important, le Théâtre du Soleil décide d’en appeler également à l’exigence artistique de ses spectateurs afin qu’il lui soit donné les moyens de réaliser le film rêvé et lance à cette fin le concept de DVD-mécène, une souscription auprès de son nombreux et fidèle public, auquel est demandé d’organiser une « propagande active » en faveur du théâtre, telle que la sollicitait Jacques Copeau il y a déjà presque un siècle.

## Distribution

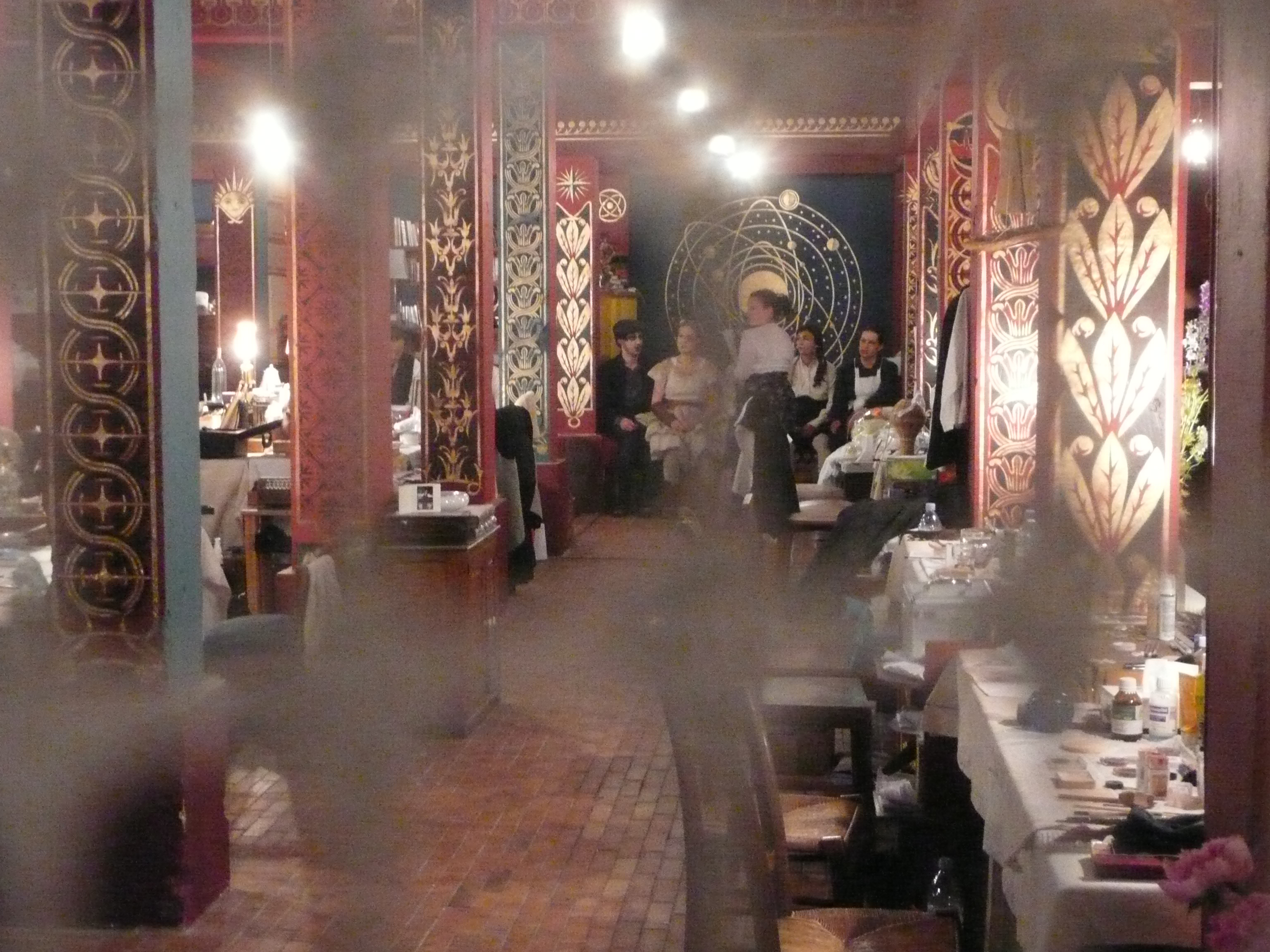
Comédiens dans les loges.

Les comédiens interprètent des personnages qui à leur tour interprètent un ou plusieurs des personnages du film.

### Mesdemoiselles
- Eve Doe-Bruce : Félix Courage (le patron de la guinguette Le Fol Espoir)
- Juliana Carneiro da Cunha : Gabrielle LaPalette (la sœur de Jean LaPalette), qui tient les rôles de Madame Paoli (l’émigrante italienne) et de la mère indienne
- Astrid Grant : Mary Danaher (la spécialiste en pétards et fumées), qui tient les rôles de Maria Vetsera (la maîtresse de l’archiduc Rodolphe de Habsbourg-Lorraine), de la reine Victoria et d’Emelyne Jones (la socialiste et féministe)
- Olivia Corsini : Marguerite (la fille de salle), qui tient les rôles de la petite-fille de Marguerite, de La Rachel (la cantatrice, épouse de Simon Gautrain), et sœur Augustine (religieuse de la mission salésienne)
- Paula Giusti : Anita (la banquiste), qui tient les rôles d’Amalia Paoli et d’Herrera (le commissaire de la République argentine)
- Alice Milléquant : Suzanne (l’autre banquiste), qui tient les rôles de l’infirmière du port et de Segarra (le commissaire de la République du Chili)
- Dominique Jambert : Adèle, qui tient les rôles d’Anna (l’institutrice) et de sœur Magnanime (religieuse de la mission salésienne)
- Pauline Poignand : Marthe (l’assistante de Félix Courage), qui tient les rôles de la petite-fille de Marthe, de Gervaise (l’ouvrière moutardière), de Rodrigo (le secrétaire du gouverneur de Patagonie) et d’Anju (la jeune indienne)
- Marjolaine Larranaga y Ausin : Flora (la blanchisseuse)
- Ana Amelia Dosse : Rosalia (une serveuse), qui tient le rôle de Louise Ceyrac (l’épouse de Pierre Ceyrac)
- Judit Jancso : Eszther (la caissière hongroise), qui tient le rôle de l’infirmière de La Rachel
- Aline Borsari : Fernanda (une serveuse), qui tient le rôle d’un matelot
- Frédérique Voruz : Victoire (une serveuse)
- Shaghayegh Beheshti : la voix de la récitante.

### Messieurs
- Jean-Jacques Lemêtre : Camille Bérard (le musicien)
- Maurice Durozier : Jean LaPalette (le cinéaste), qui tient le rôle d’Émile Gautrain (le banquier et industriel)
- Duccio Bellugi-Vannuccini : Tommaso (l’assistant cinéaste), qui tient les rôles de Josef (le cocher de l’archiduc Rodolphe de Habsbourg-Lorraine, du docteur du navire, de Charles Darwin, de Marat Razine (le galérien et idéologue « tendance bolchévique »)
- Serge Nicolaï : Louis (le bonimenteur du Fol Espoir), qui tient les rôles de l’archiduc Jean Salvatore de Habsbourg-Toscane, dit Jean Orth, ou encore, chez Jules Verne, le Kaw-djer, de Lord Salisbury (le premier ministre de l’Empire britannique) et du gouverneur de Patagonie
- Sébastien Brottet-Michel : Ernest Choubert, dit Schubert (l’acteur), qui tient les rôles d’un agent des services secrets autrichiens, de Simon Gautrain (le banquier et ingénieur), d’Armando Paoli (le fils fou des émigrants italiens) et d’Octavio Mac Lennan (un « chasseur de primes » argentin)
- Sylvain Jailloux : Alix Bellmans (le régisseur des LaPalette), qui tient les rôles d’un agent des services secrets autrichiens, d’Antoine (le chauffeur de La Rachel), du professeur John Jones (le pasteur et socialiste chrétien), du lieutenant Laurence (l’envoyé du gouvernement britannique) et de Lusconi (un « chasseur de primes » argentin)
- Andreas Simma : Josef (le serveur autrichien), qui tient les rôles de l’archiduc Rodolphe de Habsbourg-Lorraine, du père Matthew, de Ian O’Brian (le matelot), d’un garde sikh de l’Empire des Indes et de Lobo (un « chasseur de primes » argentin)
- Seear Kohi : Bonheur (le commis cambodgien), qui tient les rôles d’un assassin autrichien, d’un matelot et de Yuras (le jeune indien)
- Beejan Land : Monsieur Theodore (Le marchand de limonade du désert)
- Armand Saribekyan : Vassili (le peintre russe), qui tient les rôles de Toni (le menuisier-charpentier) et de Miss Blossom
- Vijayan Panikkaveettil : Ravisharanarayanan, dit Ravi (le chef des commis), qui tient les rôles du capitaine (le commandant du navire), d’un garde sikh de l’Empire des Indes et de Jenkins (l’éleveur de moutons)
- Samir Abdul Jabbar Saed : Farouk (le pâtissier de Babylone), qui tient les rôles d’un homme de main, de Paoli (l’émigrant italien), du majordome du palais de Windsor et d’un galérien
- Vincent Mangado : Ulysse (le sommelier languedocien), qui tient les rôles de Patrick O’Leary (un matelot) et de Pierre Ceyrac (le géographe et socialiste utopiste)
- Sébastien Bonneau : Jeannot (le petit jongleur et vendeur de journaux), qui tient les rôles d’un assassin autrichien et de Billy (le mousse)
- Maixence Bauduin : Jérôme (le chasseur), qui tient les rôles d’un homme de main et de Manuel (l’instituteur)
- Jean-Sébastien Merle : Monsieur Dauphin (le coiffeur), qui tient les rôles d’un groom sur le bateau, de Winston Churchill, d’un jeune page de la reine Victoria et d’un galérien
- Seietsu Onochi : Akira (le client habitué du Fol Espoir), qui tient le rôle de Huang Huang Hshing (le blanchisseur chinois).

## Musique
Les musiques du spectacle ont principalement été composées par Jean-Jacques Lemêtre, dont le programme dit qu’il « a aussi invoqué et convoqué les âmes de ses grands ancêtres, compositeurs des XIXe et XXe siècles ».

## Prix et récompenses
- 2010 : Molière du théâtre public[7]
- 2010 : Molière du créateur de costumes pour Nathalie Thomas, Marie-Hélène Bouvet et Annie Tran[8]
- 2010 : Prix du Syndicat de la critique 2009 en tant que meilleure création d'une pièce en langue française[9]

## Autour du spectacle
Sauf indication contraire ou complémentaire, les informations mentionnées dans cette section proviennent du générique de fin de l'œuvre audiovisuelle présentée ici.
Une affiche du spectacle est furtivement visible à la 21e minute du téléfilm Flic tout simplement.